# Мята мелкоцветковая
Мя́та мелкоцветко́вая (лат. Méntha micrántha) — однолетнее растение, вид рода Мята (Mentha) семейства Яснотковые (Lamiaceae).

## Ботаническое описание
Стебли высотой 10—30 см, четырёхгранные, прямостоячие.
Листья голые, почти цельнокрайные, продолговатые или яйцевидные, нижние 10—20 мм длиной и 5—10 мм шириной.
Соцветия - ложные мутовки, 7—12 мм шириной, прицветники линейные или линейно-ланцетные, чашечка двугубая, до 2,5 мм длиной. Венчик розовый или пурпурный, 3—4 мм длиной, снаружи ворсистый, четырёхлопастный. Тычинки короче венчика, пыльники тёмные.
Плод — орешек, гладкий, яйцевидный или округлый около 0,5 мм длиной и 0,5 мм шириной.

## Классификация

### Таксономия
Вид Мята мелкоцветковая входит в род Мята (Mentha) семейства Яснотковые (Lamiaceae) порядка Ясноткоцветные (Lamiales).
|  |                                      |  |                                                             |                                                             |                      |  | ещё 21 семейство (согласно Системе APG II) | ещё 21 семейство (согласно Системе APG II) |                         |  |  |  | ещё около 25 видов |
|  |                                      |  |                                                             |                                                             |                      |  | ещё 21 семейство (согласно Системе APG II) | ещё 21 семейство (согласно Системе APG II) |                         |  |  |  | ещё около 25 видов |
|  |                                      |  |                                                             | порядок Ясноткоцветные                                      |                      |  |                                            |                                            | род Мята                |  |  |  |                    |
|  |                                      |  |                                                             | порядок Ясноткоцветные                                      |                      |  |                                            |                                            | род Мята                |  |  |  |                    |
|  | отдел Цветковые, или Покрытосеменные |  |                                                             |                                                             | семейство Яснотковые |  |                                            |                                            | вид Мята мелкоцветковая |  |  |  |                    |
|  | отдел Цветковые, или Покрытосеменные |  |                                                             |                                                             | семейство Яснотковые |  |                                            |                                            |                         |  |  |  |                    |
|  |                                      |  | ещё 44 порядка цветковых растений (согласно Системе APG II) | ещё 44 порядка цветковых растений (согласно Системе APG II) |                      |  |                                            | ещё около 210 родов                        | ещё около 210 родов     |  |  |  |                    |
|  |                                      |  |                                                             | ещё 44 порядка цветковых растений (согласно Системе APG II) |                      |  |                                            |                                            | ещё около 210 родов     |  |  |  |                    |